# Doomslut
Doomslut ist eine 2007 gegründete Extreme-Doom-Band.

## Geschichte
Der panamesische Dark-Ambient- und Death-Metal-Musiker Ricardo „Lebzul“ Brenes, von Lake of Depression, Lebzul und Spirit of the Deep Waters initiierte Doomslut 2007 als eins der Nebenprojekte zu Spirit of the Deep Waters. Insbesondere Lake of Depression und Doomslut gelten mittlerweile als „nicht unbedeutende Bands“ im Genre. Aufgrund dieser nannte Stefano Cavanna in seiner Genre-Enzyklopädie Il Sunno del Dolore Bernes den „unbestrittenen Protagonisten“ des Funeral Doom in Panama.
Zu den Aufnahmen des ersten Demos unterstützte der Schlagzeuger Alex Flamanegra das Projekt. Nach der Aufnahme des Demos Overtones from the Clitorian Chasm, dass das Projekt im Selbstverlag herausgab, blieben weitere Veröffentlichungen längerfristig aus. Mit der Gründung des Labels Jaibaná Records, dass lokale Interpreten aus der Provinz Chiriquí förderte, reaktivierte Brenes Doomslut als Solo-Musikprojekt und gab das Demo als Album über sein Label heraus. Noch im Jahr 2020 folgte das Album Dissonant Evil, das als besonders „atmosphärisch“ „beklemmend“ und „dicht“ gelobt wurde.
Nach dem wenig beachteten Split-Album SatanISTMO mit der Sludge-Band Clarosculo und zwei Download-Singles folgte 2022 das Album The Choking Grip of Guilt. Die Einschätzungen zu The Choking Grip of Guilt variierten. David Hough von Metal Temple räumte ein, die Musik aufgrund ihrer langsamen und langatmigen Struktur abzulehnen, es sei „möglich, dass Fans dieses Musikstils mehr von diesem Album haben werden“ und vergab vier von zehn möglichen Punkten. Doomed Nation und Femforgacs hingegen lobten die Musik als eindrucksvoll, dicht und atmosphärisch.

## Stil
Der als „Funeral Drone Doom/Dark Ambient Metal“ beschriebene hybride Stil aus Elementen des Extreme Doom und Post-Industrial von Doomslut gilt als „einzigartig“. Die Musik verbindet ein „breites Spektrum an Experimenten“, Drone Doom und Funeral Doom in einer „dichten Atmosphären“. Overtones from the Clitorian Chasm wurde von der Band als Experimental Terror Drone und Chaos Music kategorisiert. Die Doomslut vollzog seither eine fortlaufende Entwicklung, die zunehmend Elemente de Extreme Doom in die Musik aufnahm. Das Album Dissonant Evil, besteht so aus zwei langen Stücken, auf welchen „die Drone- und Ambient-Komponenten viel weniger präsent sind als auf dem Debüt.“ Die „unkonventionelle Musik verwebt nahtlos tiefe, stampfende Funeral-Klänge mit schweren und dichten Noise-Texturen“. Dröhnende Bordun-Klänge, die zum Teil von Synthesizern stammen, schweres und langsames Riffing, „spärliches Schlagzeugspiel, einige Samples und“ Gesang der gesprochene und geflüsterte Passagen ebenso beinhaltet wie Klargesang, Growling, Shouting und Screaming.
Die Texte speisen sich aus einem lyrischen Fundus der Horror und Sadismus verbindet.

## Diskografie
- 2007: Overtones from the Clitorian Chasm (Demo, Selbstverlag)
- 2020: Dissonant Evil (Album, Jaibaná Records)
- 2021: Drowning in Bongwater (Download-Single, Jaibaná Records)
- 2021: SatanISTMO (Split-Album mit Clarosculo, Jaibaná Records)
- 2022: Los hijos del diablo (Single, Jaibaná Records)
- 2022: The Choking Grip of Guilt (Album, Jaibaná Records)
- 2023: Anthems of Suffering (Split-Album mit Ceremonic Buryment, Jaibaná Records)